# Cólica equina

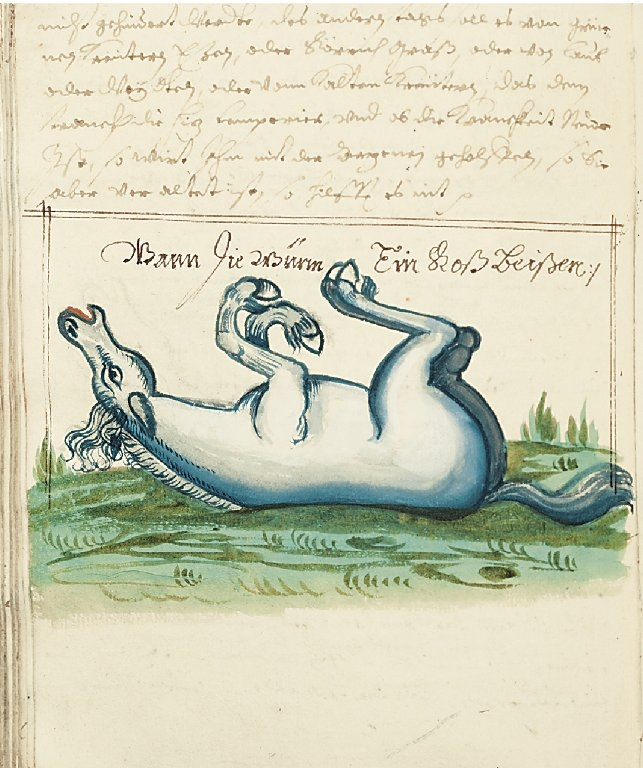
cavalo com cólica (reação sintomática)

A cólica equina é uma doença que afeta equinos, causando dores na região abdominal do animal. Na maioria dos casos, está ligado ao aumento da pressão no sistema digestório do animal e pode levar a morte se não for tratada de maneira rápida e efetiva.Quando passam por esse mal e sentem cólica, os animais ficam inquietos, raspam o chão, sapateiam, dão coices, rolam no chão, deitam de costas, sentam igual aos cães e deitam e levantam com frequência. Os cavalos castrados expõem o pênis sem urinar. No início as dores são sentidas de dez em dez minutos, depois elas passam a ser frequentes.
A cólica pode ser descrita em dois tipo: A falsa e a verdadeira. A verdadeira é causada pelo acúmulo de alimento, gases ou líquidos no trato intestinal, já a falsa é causada modificações peritônio, baço, rins, outros órgãos ou intoxicação alimentar.

## Causas
De modo geral, o que causa a cólica é o manejo equivocado do animal e má alimentação.
No habitat natural, o animal raramente sofre de cólica, pois na natureza o animal come pouco, mas o humano ao domesticar o animal o fez comer mais  do que o sistema do cavalo pode digerir. Alem disso, o mal trato dentário dificulta ainda mais a digestão.
Ademais, má nutrição do animal pode causar cólica. Doenças parasitárias, qualidade da forragem e estresse ambiental são outros fatores que contribuem para o surgimento de problemas gastrointestinais, que se manifestam através da dor.
A junção de todos esse fatos podem dificultar o tratamento clínico.
Existem algumas patologias que causam cólica, são elas : 
- Sobrecarga gástrica primária
- Compactação de estômago
- Gastrite

## Sintomas
Independentemente da intensidade das dores o animal tende a olhar muito para os flancos, rolar na baia, levantar e deitar constantemente, cavar muito no chão , ficar em posições anômalas, como ficar na posição de " cachorro sentado ", falta de apetite (anorexia), baixar da cabeça para beber água sem fazê-lo, ausência de movimento visceral, ausência ou redução de sons digestivos, respiração ofegante e/ou narinas queimadas, batimento cardíaco elevado, suor excessivo, depressão, enrolar dos lábios (reação Flehmen) e extremidades frias. 

## Tratamentos
O tratamento pode ser clínico ou cirúrgico e a escolha da forma do tratamento é escolhido a partir da análise clinica do animal. O objetivo do tratamento é hidratar ou lubrificar o material compactado suficientemente para permitir que o intestino faça com que a massa reduza o tamanho e então possa ser eliminada pela motilidade gastrointestinal normal.
De modo geral, o tratamento clínico é baseado na manutenção por sonda gastrointestinal e dependendo da compactação pode ser tratado com laxantes, fluidos intravenosos e analgésicos.

### Tipos de tratamentos
1. Controle da Dor :é fundamental para uma abordagem segura do paciente com sinais de dores abdominal aguda e para que se possa realizar o transporte do animal para um centro medico especializado . E o controle da dor o seu controle auxilia na sustentação geral do organismo pelo fato de excluir a  variável neurogênica do ciclo da insuficiência circulatória periférica, e consequentemente, nas respostas neuro-humorais da motilidade gastrintestinal.
2. Laxantes: A obstrução luminal do intestino do equino tem sido tradicionalmente tratada com catárticos. Este método  de tratamento tem um longo relato de trabalhos, entretanto, existem pesquisas recentes a respeito de lubrificantes ou catárticos.
3. Fluidoterapia: O tratamento inicial para a compactação é a hidratação da ingesta desidratada para que o intestino possa alterar a forma da massa e movê-la através do trato gastrointestinal.